# Parafia św. Katarzyny w Spytkowicach
Parafia Świętej Katarzyny w Spytkowicach – parafia rzymskokatolicka w Spytkowicach należąca do dekanatu Zator archidiecezji krakowskiej.
Została wzmiankowana po raz pierwszy w spisie świętopietrza parafii dekanatu Zator diecezji krakowskiej z 1326 pod nazwą Spichowicz. Następnie w kolejnych spisach świętopietrza z lat 1346–1358 jako Spitkovicz, ewentualnie Opatkovicz.

## Proboszczowie
- ks. kan. Józef Piwowarski (2002 – )[3]